# 侠义佳人
《侠义佳人》是由笔名为“问渔女史”的清朝作者邵振华创作的官话长篇章回小说。
小说以希望中国女子增进文明的晓光会的主要成员孟迪民、高剑尘及其亲友开办女学堂，及对不幸遭遇的女子出手相助为主线，讲述当时不同背景下性格各异的女子发生的故事，用精炼生动的文笔描画1900年前后中国女界的现状、办学务中遇到的困阻、及清末广阔的世俗人情图景。
现存初集（二十回）、中集（二十回），共四十回。初集署名绩溪问渔女史，宣统元年（1909）四月出版；中集署名绩溪劳邵振华，宣统辛亥年（1911）七月出版。两集皆出版自商务印书馆。标为“新小说”。后集未见，或竟未出版。